# Inside Out (Keith Jarrett)
Inside Out is een muziekalbum van het trio Keith Jarrett, Gary Peacock en Jack DeJohnette. Het zijn ditmaal composities van Keith Jarrett zelf, die live uitgevoerd worden op 26 juli en 28 juli 2000 in de Royal Festival Hall in Londen.

## Musici
- Keith Jarrett – piano;
- Gary Peacock– contrabas;
- Jack DeJohnette- slagwerk.

## Composities
1. From the body
2. Inside out
3. 341 Free fade
4. Riot
5. When I Fall in Love (Edward Heyman, Victor Young)